# Église Saint-Jacques de Lyon
L'église Saint-Jacques des États-Unis est située dans le 8e arrondissement de Lyon.

## Description
L'église, dédiée à saint Jacques le Majeur, affiche des peintures représentant des épisodes de sa vie, réalisées par Louise Cottin.